# La Bruère-sur-Loir
La Bruère-sur-Loir – miejscowość i gmina we Francji, w regionie Kraj Loary, w departamencie Sarthe.
Według danych na rok 1990 gminę zamieszkiwało 218 osób, a gęstość zaludnienia wynosiła 19 osób/km² (wśród 1504 gmin Kraju Loary La Bruère-sur-Loir plasuje się na 1045. miejscu pod względem liczby ludności, natomiast pod względem powierzchni na miejscu 944.).